# Ибуки (гора)
Ибуки — гора в Японии.
Гора Ибуки является самой высокой вершиной в префектуре Сига. Высота пика составляет 1 377 м над уровнем моря. Одна из 100 знаменитых гор Японии. 14 февраля 1927 года была зафиксирована глубина снега в верхней части пика 11,82 м.